# Apanteles cavatithoracicus
Apanteles cavatithoracicus är en stekelart som beskrevs av Chen 2001. Apanteles cavatithoracicus ingår i släktet Apanteles och familjen bracksteklar. Inga underarter finns listade i Catalogue of Life.